# Hipposideros sumbae
Hipposideros sumbae és una espècie de ratpenat de la família dels hiposidèrids. És endèmic d'Indonèsia (illes de Sumba, Roti, Sumbawa, Flores, Semau i Savu), on viu a altituds de fins a 1.000 msnm. S'alimenta d'insectes. Nia en coves i sostres de les cases. Està amenaçat per la mineria de pedra calcària. El seu nom específic, sumbae, significa ‘de Sumba’ en llatí.